# Sandra Knapp
Sandra Knapp (1956) is een Amerikaanse botanica.
Ze behaalde haar bachelor in de botanie aan Pomona College in Claremont (Californië). In 1986 behaalde ze een Ph.D. aan de Cornell University in Ithaca (New York) op een onderwerp met betrekking tot de taxonomie van de nachtschaden (Solanum) in de neotropen.
Knapp is gespecialiseerd in diverse taxa binnen het geslacht Solanum, waaronder de Geminata-clade, de Dulcamaroïd-clade, de Thelopodium-clade, de Pteroidea-groep en de tomaat (Solanum lycopersicum) en verwanten. Tevens is ze een expert in andere taxa binnen de nachtschadefamilie (Solanaceae) waaronder het geslacht Nicotiana en de geslachtengroepen Anthocercidae en Juanulloeae.
Knapp heeft planten verzameld in Midden- en Zuid-Amerika voor onder meer de Missouri Botanical Garden en de Cornell University. Ook heeft ze gewerkt voor het Institute for Botanical Exploration van de Mississippi State University.
Vanaf 1992 is Knapp actief als wetenschappelijk onderzoeker op de afdeling botanie van het Natural History Museum in Londen. Voor het museum houdt ze zich bezig met veldwerk en onderzoek in het herbarium. Tevens draagt ze bij aan taxonomisch onderzoek van met name de Geminta- en Dulcamaroïd-clades in het kader van het Planetary Biodiversity Inventory project Solanum, een wereldwijd onderzoeksproject om nachtschaden in kaart te brengen. Ze neemt deel aan een samenwerkingsproject om de genomische evolutie van Nicotiana op te helderen. Tevens is ze actief in het betrekken van de privé-sector in de implementatie van het biodiversiteitsverdrag in Gran Chaco (Zuid-Amerika). Ook fungeert ze als redacteur in het kader van de publicatiereeks Flora Mesoamericana, een project dat erop is gericht om zo veel mogelijk planten die voorkomen in Meso-Amerika in kaart te brengen.
Knapp is (mede)auteur van meerdere boeken voor een breed publiek met betrekking tot de plantkunde en de natuurlijke historie. De Franstalige editie van Potted Histories, onder de titel Le Voyage Botanique, werd in 2004 onderscheiden met de Prix Pierre-Joseph Redouté, een prijs die in 2000 is ingesteld ter ere van het beste Franstalige plantenboek in een bepaald jaar. Ze is (mede)auteur van meer dan honderd peer reviewed artikelen in wetenschappelijke tijdschriften. Ze heeft meerdere botanische namen (mede)gepubliceerd, van met name taxa binnen de nachtschadefamilie. Knapp heeft samen met lepidopterist James Mallet een drietal botanische namen van passiebloemen (Passiflora) gepubliceerd. Een hiervan, Passiflora macdougaliana, hebben ze vernoemd naar Passiflora-specialist John MacDougal. MacDougal heeft zelf Passiflora sandrae naar Sandra Knapp vernoemd.
Knapp is lid van organisaties als Fauna and Flora International, de Linnean Society of London, de Organization for Flora Neotropica, de International Association for Plant Taxonomy, de Tropical Biology Association en de Faculty of 1000. Ze maakt deel uit van de hoofdredactie van meerdere wetenschappelijke tijdschriften, waaronder BMC Evolutionary Biology, Taxon, Oryx en Systematics and Biodiversity. Tevens werkt ze mee aan het online-project Encyclopedia of Life, een project dat de biodiversiteit in de wereld in kaart wil brengen. Samen met James Mallet is ze directeur van Centre for Ecology and Evolution ('Centrum voor Ecologie en Evolutie'), een onderzoeksinstituut dat gevestigd is op de afdeling biologie van University College Londen. Ze is lid van de American Society of Plant Taxonomists. In 2016 werd de Linnean Medal aan haar toegekend.

## Selectie van publicaties
- Flora Neotropica, Volume 84: Solanum section Geminata (Solanaceae); Sandra Knapp; New York Botanical Garden Press
- Flora Mesoamericana, Volume 1: Psilotaceae a Salviniaceae; Serie: Flora Mesoamericana 1; onder redactie van Gerrit Davidse, Mario Sousa & Sandra Knapp; Missouri Botanical Garden Press (1995); ISBN 9683647006
- Flora; Nick Knight (fotograaf) & Sandra Knapp (auteur); Schirmer/Mosel Verlag GmbH (1997); ISBN 3888142385
- Footsteps in the Forest: Alfred Russel Wallace in the Amazon; Sandra Knapp; Natural History Museum (Londen, 1999); ISBN 0565091433
- Potted Histories: An Artistic Voyage through Plant Exploration; Sandra Knapp; Scriptum Editions (2003); ISBN 1902686284
  - Ook uitgegeven als Plant Discoveries: A Botanist's Voyage Through Plant Exploration; Firefly Books (2003); ISBN 1552978109
- The Gilded Canopy: Botanical Ceiling Panels of the Natural History Museum; Sandra Knapp & Bob Press; Natural History Museum (Londen, 2005); ISBN 0565091980
- Biodiversity Hotspots Through Time: Using the Past to Manage the Future; serie: Philosophical Transactions of The Royal Society of London (Series B) 362; onder redactie van Katherine J. Willis, Lindsey Gillson & Sandra Knapp; Royal Society (2007)